# فرودگاه شهری کلرنس گری پیج
فرودگاه شهری کلرنس گری پیج (به انگلیسی: Clarence E. Page Municipal Airport) یک فرودگاه همگانی بهره‌برداری هوایی است که یک باند فرود بتن دارد و طول باند آن ۱۸۳۳ متر است. این فرودگاه در شهر اکلاهوما سیتی کشور ایالات متحده آمریکا قرار دارد و در ارتفاع ۴۱۳ متری از سطح دریا واقع شده‌است.